# Погорецький Володимир Антонович
Володи́мир Анто́нович Погоре́цький (нар. 30 березня 1967, с. Полівці, Тернопільська область) — український поет, прозаїк, громадський діяч. Член Національних спілок письменників (2008) та журналістів України (2009), головний редактор літературно-мистецького журналу «Золота Пектораль» (2007), директор однойменного видавництва (2017).

## Життєпис
Володимир Погорецький народився 30 березня 1967 року в селі Полівцях, нині Білобожницької громади Чортківського району Тернопільської области України.
У 1985—1987 роках проходив військову службу в Афганістані.
Навчався в Івано-Франківських медичному (нині медична академія) і Теологічному інститутах. Живе й працює у Чорткові.
Засновник, видавець, головний редактор літературно-мистецького журналу «Золота Пектораль» (2007), упорядник літературного альманаху «Сонячне гроно».

## Творчість
Книги:
- «Спалах сльози» (1994),
- «Великодні дзвони» (2003),
- «Афганський синдром» (2003),
- «До стіп Зарваницької Матері Божої» (2003),
- «На крилах молитви до Погонської Матері Божої» (2004),
- «Книга пам'яті. Афганістан» (1979—1989).
- «Тернопільська область» (2002, перевидана 2004),
- «Під крилом вечірньої зорі» (2006),
- «На призьбі літа» (2007),
- «Обпалені війною» (2009),
- «Шураві» (2010),
- Історико-краєзнавчий путівник «Чортківщина» (2007),
- «Золота пектораль. Чортків і околиці» (2015)[1].

## Відзнаки
- орден «За заслуги» III ст. (6 лютого 2009 року) —за вагомий особистий внесок у розвиток ветеранського руху, мужність і самовідданість, виявлені під час виконання військового обов'язку, вирішення питань соціального захисту та реабілітації ветеранів війни, патріотичне виховання молоді та з нагоди Дня вшанування учасників бойових дій на території інших держав і Дня захисника Вітчизни[2]
- лауреат премії імені Дмитра Нитченка (2012 року) — за пропаганду українського друкованого слова;[3]
- лауреат Міжнародної літературно-мистецької премії імені Пантелеймона Куліша (2013) — за створення та редагування літературно-мистецького журналу «Золота Пектораль»;
- Медаль «Почесна відзнака» — нагорода Національної спілки письменників України (2014 р.) — за особисті досягнення у літературній творчості, за вагомий внесок у відродження духовності та культури українського народу;
- лауреат всеукраїнської літературної премії імені Степана Сапеляка (2017) — за оборону й пропаганду українського слова[4].
- відзнака «Золоте перо Тернопілля» (2023).